# Trek-Segafredo/2023
Deze pagina geeft een overzicht van de UCI World Tour wielerploeg Trek-Segafredo in  2023, welke per 1 juli verder ging als Lidl-Trek.

## Algemeen
Sponsors: Trek, Segafredo Zanetti
Algemeen Manager: Luca Guercilena
Teammanager: Steven de Jongh
Ploegleiders: Kim Andersen, Adriano Baffi, Markel Irizar, Luc Meersman, Gregory Rast, Jaroslav Popovytsj, Paolo Slongo
Fietsen: Trek

## Renners
| Naam                     | Geboortedatum | Nationaliteit    | Ploeg 2022                      |
| ------------------------ | ------------- | ---------------- | ------------------------------- |
| Jon Aberasturi           | 28-03-1989    | Spanje           |                                 |
| Filippo Baroncini        | 26-08-2000    | Italië           |                                 |
| Julien Bernard           | 17-03-1992    | Frankrijk        |                                 |
| Marc Brustenga           | 04-11-1999    | Spanje           |                                 |
| Dario Cataldo            | 17-03-1985    | Italië           |                                 |
| Giulio Ciccone           | 20-12-1994    | Italië           |                                 |
| Kenny Elissonde          | 22-07-1991    | Frankrijk        |                                 |
| Tony Gallopin            | 24-05-1988    | Frankrijk        |                                 |
| Amanuel Gebreigzabhier   | 17-08-1994    | Eritrea          |                                 |
| Asbjørn Hellemose        | 15-01-1999    | Denemarken       |                                 |
| Markus Hoelgaard         | 04-10-1994    | Noorwegen        |                                 |
| Daan Hoole               | 22-02-1999    | Nederland        |                                 |
| Alex Kirsch              | 12-06-1992    | Luxemburg        |                                 |
| Emīls Liepiņš            | 29-10-1992    | Letland          |                                 |
| Juan Pedro López         | 31-07-1997    | Spanje           |                                 |
| Bauke Mollema            | 26-11-1986    | Nederland        |                                 |
| Jacopo Mosca             | 29-08-1993    | Italië           |                                 |
| Thibau Nys               | 12-11-2002    | België           | Baloise - Trek Lions            |
| Mads Pedersen            | 18-12-1995    | Denemarken       |                                 |
| Quinn Simmons            | 08-05-2001    | Verenigde Staten |                                 |
| Mattias Skjelmose Jensen | 26-09-2000    | Denemarken       |                                 |
| Toms Skujiņš             | 15-06-1991    | Letland          |                                 |
| Jasper Stuyven           | 17-04-1992    | België           |                                 |
| Natnael Tesfatsion       | 23-05-1999    | Eritrea          | Drone Hopper-Androni Giocattoli |
| Edward Theuns            | 30-04-1991    | België           |                                 |
| Antonio Tiberi*          | 24-06-2001    | Italië           |                                 |
| Antwan Tolhoek           | 29-04-1994    | Nederland        |                                 |
| Mathias Vacek            | 12-06-2002    | Tsjechië         | Gazprom-RusVelo                 |
| Otto Vergaerde           | 15-07-1994    | België           |                                 |

* tot 28/4

### Stagiairs
Per 1 augustus 2023
| Naam                | Geboortedatum | Nationaliteit | Vorige ploeg             |
| ------------------- | ------------- | ------------- | ------------------------ |
| Nils Aebersold      | 15-02-2003    | Zwitserland   | -                        |
| Martin Pedersen     | 28-01-1998    | Denemarken    | Restaurant Suri-Carl Ras |
| Tim Torn Teutenberg | 19-06-2002    | Duitsland     | Leopard TOGT Pro Cycling |

### Vertrokken
| Naam               | Geboortedatum | Nationaliteit | Ploeg 2023               |
| ------------------ | ------------- | ------------- | ------------------------ |
| Gianluca Brambilla | 22-08-1987    | Italië        | Q36.5 Pro Cycling Team   |
| Jakob Egholm       | 27-04-1998    | Denemarken    | Restaurant Suri-Carl Ras |
| Alexander Kamp     | 14-12-1993    | Denemarken    | Tudor Pro Cycling Team   |
| Matteo Moschetti   | 14-08-1996    | Italië        | Q36.5 Pro Cycling Team   |
| Simon Pellaud      | 06-11-1992    | Zwitserland   | Tudor Pro Cycling Team   |

## Overwinningen
| Nationale kampioenschappen wielrennen Denemarken - wegrit: Mattias Skjelmose Jensen Eritrea - tijdrit: Amanuel Gebreigzabhier Letland - tijdrit: Toms Skujiņš Letland - wegwedstrijd: Emīls Liepiņš Luxemburg - tijdrit: Alex Kirsch Luxemburg - wegrit: Alex Kirsch Tsjechië - wegrit: Mathias Vacek Verenigde Staten- wegrit: Quinn Simmons Ronde van San Juan 3e etappe: Quinn Simmons Ronde van Valencia 2e etappe: Giulio Ciccone Puntenklassement: Giulio Ciccone Ster van Bessèges 4e etappe: Mattias Skjelmose Jensen 5e etappe (ITT): Mads Pedersen Jongerenklassement: Mattias Skjelmose Jensen Ronde van de Alpes-Maritimes en de Var 2e etappe: Mattias Skjelmose Jensen Puntenklassement: Mattias Skjelmose Jensen | Parijs-Nice 2e etappe: Mads Pedersen Ronde van Catalonië 2e etappe: Giulio Ciccone Ronde van Romandië Bergklassement: Julien Bernard Sint-Elooisprijs Edward Theuns Ronde van Italië 6e etappe: Mads Pedersen Ronde van Noorwegen 2e etappe: Thibau Nys Puntenklassement: Thibau Nys GP Kanton Aargau Thibau Nys Critérium du Dauphiné 8e etappe: Giulio Ciccone Bergklassement: Giulio Ciccone Ronde van Zwitserland 3e etappe: Mattias Skjelmose Jensen Eindklassement: Mattias Skjelmose Jensen Jongerenklassement: Mattias Skjelmose Jensen | Ronde van België Jongerenklassement: Mathias Vacek Ploegenklassement: *1) Ronde van Frankrijk 8e etappe: Mads Pedersen Bergklassement: Giulio Ciccone Ronde van Polen Bergklassement: Markus Hoelgaard Ronde van Denemarken 3e etappe: Mattias Skjelmose Jensen 5e etappe: Mads Pedersen Eindklassement: Mads Pedersen Puntenklassement Mads Pedersen Ploegenklassement: *2) BEMER Cyclassics Mads Pedersen Maryland Cycling Classic Mattias Skjelmose Jensen |

*1) Ploeg Ronde van België: Hellemose, Liepiņš, Nys, Skujiņš, Stuyven, Vacek, Vergaerde
*2) Ploeg Ronde van Denemarken: Bernard, Hoole, Mosca, Mads Pedersen, Skjelmose Jensen, Skujiņš, Martin Pedersen
Mannen: 2011 · 2012 · 2013 · 2014 · 2015 · 2016 · 2017 · 2018 · 2019 · 2020 · 2021 · 2022 · 2023 · 2024 · 2025
Vrouwen: 2019 · 2020 · 2021 · 2022 · 2023 · 2024 · 2025
AG2R-Citroën · Alpecin-Deceuninck · Astana Qazaqstan · Bahrain Victorious · BORA-hansgrohe · Cofidis · EF Education-EasyPost · Groupama-FDJ · INEOS Grenadiers · Intermarché-Circus-Wanty  · Jumbo-Visma · Movistar Team · Soudal-Quick Step · Team Arkéa Samsic · Team DSM · Team Jayco AlUla · Trek-Segafredo · UAE Team Emirates